# Ángel Castro Pacheco
Ángel Castro Pacheco (20 de abril de 1917, Empalme, Sonora – 10 de enero de 1983 Tampico, Tamaulipas), beisbolista profesional mexicano también conocido como “El Bateador Elegante”, o “El hombre del swig perfecto”. Jugó primera base, bateaba y tiraba zurdo. Es la primera estrella de bateo antes de Héctor Espino.[cita requerida] Es considerado como uno de los mejores bateadores que han pasado por la Liga Mexicana de Béisbol.[cita requerida] Bateó 230 jonrones, 1,914 hits, 1,219 carreras producidas y 1,048 carreras anotadas, que en aquel entonces establecieron récords. En bateo finalizó con .306 de por vida. 

## Beisbol amateur
En 1935, a los 18 años fue parte de la Selección Sonora. En 1936, fue de la Selección México en torneo internacional amateur en Puerto Rico.

## Liga Mexicana de Beisbol
En 1938 debutó profesionalmente, y de 1941 a 1947 con los Alijadores de Tampico ganando dos títulos de jonrones bateando .345 y .328 en años consecutivos y lograron el bicampeonato en 1945 y 1946. En 1940 muchos miembros de la Liga Negra de Béisbol de Estados Unidos jugaron en México, dejando sin trabajo a muchos beisbolistas. No fue el caso de Ángel Castro, pues su calidad se impuso jugando con los Azules de Veracruz. 

En junio de 1945 en duelo de lanzadores entre Jesús "Cochihuila" Valenzuela por los Alijadores y Tomás "Planchardón" Quiñones por Puebla; en la décima entrada, iban empatados cero a cero. Ángel Castro, batea un cuadrangular dejando tirados en el a los poblanos y arruinándole el juego perfecto a Planchardón. Ángel es levantado en hombros, y le dan vuelta olímpica entre el júbilo de todos. En el montículo estaba sentado con su cabeza sobre sus rodillas y llorando el gran Planchardón, al verlo Castro se dirigió a él, lo levantó, lo abrazó y le dijo: 
" Eres un gran pitcher, te felicito sinceramente", - al mismo tiempo les dijo a los fanáticos- " El también merece salir en hombros, es de los mejores pitcher de la Liga y tiene un gran sentimiento deportivo". 
Lo cargaron en hombros, y de eso se encargó "Pepito", (quien era un cargador negro de los muelles de cerca de dos metros de estatura), lo llevó en hombros por las calles de Tampico hasta dejarlo en el hotel que se hospedaba. Por la noche Ángel Castro mandó por Planchardón al hotel para invitarlo a cenar a su casa donde su esposa había preparado una exquisita cena que fue compartida junto con sus familiares. Al despedirse le entregó un regalo como recuerdo se ese gran momento, Planchardón se lo agradeció con lágrimas en los ojos, era como se mencionó al principio, muy corpulento, pero muy sensible.
En 1951 volvió con ellos, logrando un gran año, ganando el campeonato y la triple corona, siendo además el entrenador.
En 1941 y 1942 superó los .320. En 1952 jugó con Los Diablos Rojos. En 1955 fue parte del primer equipo de los Tigres del México, quienes se coronaron campeones en su primer año. Jugó en Cuba con los Tigres del Marianao.

### Liga Mexicana del Pacífico
Jugó con Yaquis de Cd. Obregón, Venados de Mazatlán (1951-52) y Naranjeros de Hermosillo. Se retiró en 1957.

## Reconocimientos
- En 1938, Novato del Año con Alijadores de Tampico
- En 1939 pegó 3 cuadrangulares en un solo juego
- En 1939 fue el segundo en conectar tres jonrones en un juego (con Tampico)
- En 1951 Ganó la triple corona de bateo con los Azules de Veracruz con 22 cuadrangulares con .354, y 79 carreras producidas.
- 1952 y 1952, fue el jugador más valioso de la Liga Mexicana del Pacífico con 16 jonrones y .307.
- En 1957 logró el récord de dos cuadrangulares en una sola entrada.
- En 1957 comparte el récord con dos cuadrangulares en un inning.
- Jugó 15 años consecutivos en el “Juego de Estrellas”.
- Un estadio de Tampico lleva su nombre y en Empalme, una Unidad deportiva.
- En 1964 fue entronizado en el Salón de la Fama del Béisbol Mexicano.
- En 2012 fue incluido en el Salón de la Fama del Béisbol Latino en República Dominicana.[8]